# Артем’євське
Артем’євське (рос. Артемьевское) — присілок в Галицькому районі Костромської області Російської Федерації.
Населення становить 24 особи. Входить до складу муніципального утворення Степановське сільське поселення.

## Історія
У 1936—1944 роках населений пункт перебував у складі Ярославської області. Від 1944 належить до Костромської області.
Від 2007 року входить до складу муніципального утворення Степановське сільське поселення.

## Населення
| 2008 | 2010 | 2012 | 2014 |
| ---- | ---- | ---- | ---- |
| 24   | ↗32  | ↘23  | ↗24  |